# Marta Uszycka-Karcz

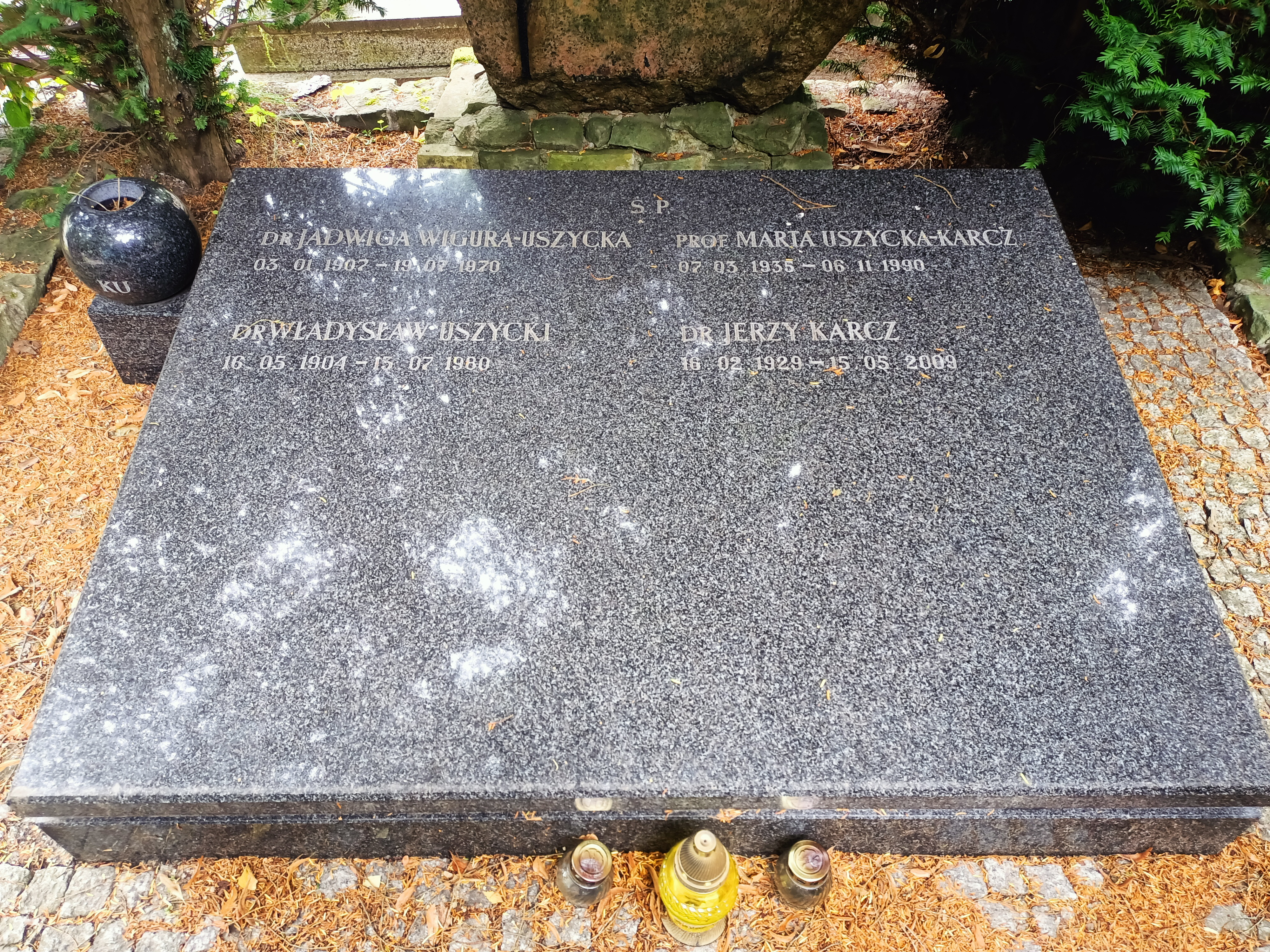
Grób Marty Uszyckiej Karcz na cmentarzu katolickim w Sopocie

Marta Uszycka-Karcz (ur. 7 marca 1935 w Warszawie, zm. 6 listopada 1990 w Gdańsku) – lekarz pediatra, nefrolog dziecięcy, profesor Akademii Medycznej w Gdańsku.

## Życiorys
Jej rodzicami byli Władysław Jan Uszycki, lekarz pediatra i Jadwiga z d. Wigura, lekarz chorób wewnętrznych. W 1945 roku zamieszkała z rodziną w Sopocie, gdzie zdała egzamin dojrzałości w Liceum Ogólnokształcącym. W 1958 roku ukończyła kierunek lekarski na Akademii Medycznej w Gdańsku. Przez kolejne 2 lata dokształcała się w Studium Doskonalenia Lekarzy w Warszawie. Jednocześnie zatrudniona była w I Klinice Chorób Dzieci AMG. W 1960 roku, po uzyskaniu specjalizacji I stopnia, podjęła pracę na stanowisku asystenta. W roku 1964 odbyła specjalizację II stopnia, co przyniosło jej awans na starszego asystenta. W 1969 roku Marta Uszycka-Karcz otrzymała stopień naukowy doktora nauk medycznych na podstawie dysertacji, napisanej pod kierunkiem Kazimierza Erecińskiego, pt. "Immunoglobuliny w ostrym zapaleniu kłębków nerkowych u dzieci". Rok później objęła stanowisko adiunkta. Do głównych problemów badań Uszyckiej-Karcz należały: zespół hemolityczno-mocznicowy, zespół nerczycowy dysplastycznych nerek i dializoterapia u dzieci. Od 1972 r. prowadziła w Centrum Medycznego Kształcenia Podyplomowego w Gdańsku i w Studium Doskonalenia Lekarzy w Gdańsku kursy dla chirurgów dziecięcych i urologów. W tym samym roku powołała stacje dializ dla dzieci przy Klinice Nefrologii Dziecięcej w Gdańsku. W 1978 roku uzyskała stopień doktora habilitowanego nauk medycznych na podstawie dysertacji pt. " Leczenie immunosupresyjne w zespołach nerczycowych u dzieci". W roku 1980 została zatrudniona na stanowisko docenta. W swojej pracy naukowo-dydaktycznej promowała doktoraty. Pod jej kierunkiem powstały między innymi dysertacje doktorskie: "Populacje limfocytów krwi obwodowej u dzieci z zespołem nerczycowym" i "Ocena przydatności oznaczania beta-2-mikroglobuliny w moczu u dzieci z zakażeniem układu moczowego". Należała do Komisji Opieki Zdrowotnej podczas planowania budowy elektrowni atomowej w Żarnowcu. Od 1983 r. była wojewódzkim konsultantem pediatrii. W 1984 roku objęła stanowisko dyrektora Instytutu Pediatrii przy Akademii Medycznej. Funkcję tę pełniła przez 6 lat. W roku 1985 przejęła kierownictwo w nowo powstałej Klinice Nefrologii Dziecięcej w Gdańsku. W 1990 roku Uszycka-Karcz została zatrudniona na etacie profesora nadzwyczajnego. Zmarła na nowotwór 6 listopada 1990 r. Pochowana została na cmentarzu w Sopocie. Jej imieniem nazwano Stowarzyszenie Pomocy Dzieciom z Chorobami Nerek w Gdańsku.

## Działalność społeczna
- Rada Instytutu Pediatrii;
- Wydziałowa Komisja Rekrutacyjna;
- Rektorska Komisja do Spraw Badań Naukowych;
- Senacka Komisja do Spraw Klinicznych i Kształcenia Podyplomowego w Zespole Postępu w Diagnostyce i Terapii;
- Komitetu Patofizjologii Klinicznej Wydziału IV Polska Akademia Nauk[2].

## Przynależność do organizacji
- Polskie Towarzystwo Pediatryczne
- Polskie Towarzystwo Lekarskie
- Polskie Towarzystwo Nefrologiczne
- European Society for Paediatric Nephrology
- European Dialysis and Transplant Association
- International Society for Peritoneal Dialysis
- Międzynarodowe Towarzystwo Pediatryczne
- Związek Zawodowy Pracowników Służby Zdrowia
- NSZZ „Solidarność”[2]

## Odznaczenia
- Złoty Krzyż Zasługi (1982)
- Medal "Zasłużony dla Akademii Medycznej w Gdańsku" (1982)[2]